# St. Andreas (Püllersreuth)
Die römisch-katholische Kirche St. Andreas im Gemeindeteil Püllersreuth von Kirchendemenreuth gehört zur Pfarreiengemeinschaft Windischeschenbach-Neuhaus.

## Geschichte
Püllersreuth wird erstmals 1043 in einer Schenkungsurkunde König Heinrich III. an den getreuen Vasall der Königsmutter Beringar, dem Stammvater der Grafen von Sulzbach, genannt. 1141 verzichtet Wolfram von Missendorf als Ministeriale des  Bistums Bamberg auf einen Teil des Erlöses aus seinem Gut (predium) zu Püllersreuth (Billungesruit) zur Erziehung seines Sohnes zugunsten des Abtes Hermann vom Kloster Michelsberg in Bamberg. Dieser ließ am jetzigen Kirchplatz eine Holzkapelle mit dem Patrozinium St. Andreas errichten, die vom Bischof Egilbert 1143 eingeweiht wurde. Als predium wurden damals Erschließungsgebiete bezeichnet, die für einen siedlungsmäßigen Ausbau erst vorgesehen waren. Diese Funktion wurde aber bald von Kirchendemenreuth übernommen und das entlegene Pillersreuth, das zur Grundherrschaft Störnstein und 1572 zur Herrschaft Neustadt an der Waldnaab gehörte, war bis zum Beginn des 16. Jahrhunderts landwirtschaftlich kaum genutzt. 1514 wird aber ausdrücklich vermerkt, dass „die kirche und kapelle zu Pillersreuth der herrschaft Störnstein mit aller obrigkeit – nichts ausgenommen – zugehöre“. Diese obrigkeitliche Zugehörigkeit bezog sich auch auf „die öden zu Pillersreuth und darumb“. Die Andreaskirche war damals bereits eine Nebenkirche von Windischeschenbach. Dies blieb bis 1835 so, als in einem „Kataster sämtlicher katholischer Pfarreien und Beneficien im Ober-Main-Kreise“ die Filialkirche von Püllersreuth (mit 114 Seelen) der Pfarrei Windischeschenbach und dem Dekanat Tirschenreuth zugehörig genannt wird. Diese kirchenrechtliche Zugehörigkeit besteht auch heute noch.
Wann die Kirche durch einen Steinbau ersetzt wurde, ist nicht bekannt; aber die romanischen Reste des Langhauses deuten auf eine Entstehung im 12. Jahrhundert hin. Im 17. Jahrhundert (um 1680) wurde diese Kirche erneuert. Am 11. August 1993 wurde hier das 850ste Kirchenjubiläum mit dem Weihbischof Wilhelm Schraml gefeiert.

## Baubeschreibung
Die Kirche ist eine Saalkirche mit einem Walmdach und einem eingezogenen, vierseitig geschlossenen Chor. Die Kirche besitzt einen Chorturm, der von einem Knickhelm bedeckt wird. Das Langhaus ist im Kern romanisch, die Chorapsis enthält gotische Elemente.
1848 und 1859 sind zwei Reparaturen und 1909 eine Renovierung dokumentiert. 1953 erhielt die Kirche einen Anbau, in dem die Sakristei untergebracht ist. Mit viel Eigenleistung haben die Einwohner von Püllersreuth zur Renovierung der Kirche von 2013 bis 2015 beigetragen.

## Ausstattung
Der Altar von 1956 wurde von dem Bildhauer Mauermann aus Neunburg vorm Wald gefertigt. Er besteht aus einem großen Kruzifix und den danebenstehenden Figuren der Apostel Petrus und Andreas. Der Altar kommt aus der Emmeramskirche von Windischeschenbach und wurde 1967 hier aufgestellt. Aus diesem Jahr stammen auch der Volksaltar und das Kirchengestühl. Der frühere Tabernakel war eine Schlosserarbeit des Seniors des katholischen Gesellenvereins Alex Holzer. Er wurde 1967 gegen einen neuen Tabernakel, der ebenfalls aus der Emmeramskirche von Windischeschenbach stammt und dort nicht mehr benötigt wurde, ausgetauscht.
Der Kirchenraum ist mit mehreren Heiligenfiguren ausgestattet (Maria mit dem Kind, Jesus Christus). Der Kreuzweg besteht aus Hinterglasbildern, er stammt ursprünglich aus der Andreas-Kirche von Stadtamhof, heute St. Mang (Regensburg).